# نور الدين السالمي
نور الدين السالمي ،هو علامة وشيخ ومحقق وشاعر ومؤرخ عماني، يعد من أبرز شيوخ عمان في القرن التاسع عشر الميلادي، ولد بقرية الحوقين بالرستاق ويكنى بأبي شيبة ويلقب بنور الدين، من أشهر مؤلفاته كتاب تلقين الصبيان في علم الفقه، وكتاب تحفة الأعيان في سيرة أهل عمان في علم التاريخ، ومنظومة في النحو بعنوان بلوغ الأمل في المفردات والجمل، وله في علم العقيدة منظومة أنوار العقول ومؤلفات أخرى كثيرة.

## نسبه
- هو: عبد الله بن حميد بن سلوم بن عبيد بن خلفان بن خميس بن بنو سالم بن تيم بن صبح بن ذهل بن مالك بن بكر بن سعد بن أد بن طابخة بن إلياس بن مضر بن نزار بن معد بن عدنان.

## مولده
اختلفت الآراء حول سنة ولادة الشيخ السالمي، فالبعض يرى أنه ولد سنة (1286) للهجرة  ، ويرى فريق آخر أنه ولد سنة (1284) للهجرة، كما تذكر بعض المصادر أنه ولد سنة (1288) للهجرة.
والذي يظهر أن ولادة الشيخ إنما كانت في سنة (1283) أو (1284) للهجرة، بدليل قول الشيخ السالمي بنفسه في جوابه على سؤال ورد إليه من الشيخ سليمان باشا الباروني فقد طلب الباروني في سؤاله أن يذكر المجيب عمره، فكانت خاتمة جواب الإمام السالمي هكذا:[ من عبد الله بن حميد السالمي البالغ من العمر ثلاثة وأربعين تقريبا الساكن القابل من شرقي عمان سنة (1326) ] هـ 
والسالمي نسبة إلى ضبة، واختلف في نسب السوالم بعمان من بني ضبة، فقيل من ضبة ابن أد بن طابخة عمرو بن إلياس بن مضر بن نزار بن معد بن عدنان.
وقيل أن بني ضبة من سامة بن لؤي بن غالب بن فهر بن كنانة بن خزيمة بن مدركة بن إلياس بن مضر بن نزار بن معد بن عدنان، وقد ذكر هذا النسب الإمام نور الدين نفسه عندما ترجم للعلامة أبي جابر موسى بن أبي علي الضبي، وقد نسبه إلى سامة بن لؤي.
ولكن المشهور عند علماء الأنساب أن ضبة ليس من سامة بن لؤي، وإنما من نسل أخيه عامر بن لؤي بن غالب، ولعل نور الدين جرى على ما هو مشهور بأن القرشيين في عمان من أمثال العزور وبني غافر وغيرهم من سامة بن لؤي بن غالب، والراجح من هذه الأقوال أنه من بني ضبة بن عامر بن لؤي بن غالب.
ووالد الإمام نور الدين هو الشيخ حميد بن سلوم السالمي، كان رجلا وجيها وفاضلا ذا تقوى وورع، وهو أول أساتذة الإمام حيث درس على يديه القرآن الكريم.
وكان مولده ببلدة الحوقين من أعمال ولاية الرستاق بمنطقة الباطنة وفيها نشأ.

## نشأته وحياته العلمية
قر)أ القرآن عند والده في بلدة (الحوقين، ثم انتقل إلى قرية (قصرا) في الرستاق، ثم إلى الباطنة ثم الشرقية بقصد طلب العلم وكانت الرستاق تزخر بالعلماء الأفاضل كالشيخ عبد الله بن محمد الهاشمي، والشيخ راشد بن سيف اللمكي، والشيخ ماجد بن خميس العبري، فتتلمذ على يد الشيخ راشد بن سيف اللمكي، وقد أخذ نور الدين ينتقل بين علماء الرستاق حتى نبغ في العلم، وصار ينافس شيوخه في سعة علمه، وقد قال شيخه راشد بن سيف اللمكي: أخذت العلم عن الشيخ ماجد بن خميس فصرت أوسع منه علما، وأخذ عني العلم الشيخ عبد الله بن حميد فصار أوسع مني علما.
وهكذا أخذ الإمام السالمي ينتقل بين جنبات الرستاق العامرة بالعلماء، حتى أصبح ممن يشار إليهم، وقد بدأ التأليف وهو ابن 17 سنة تقريبًا، وأول مؤلف له هو (بلوغ الأمل في المفردات والجمل) وهي منظومة في الجمل ألفها وهو ابن 17 عاما، وشرحها وهو ابن 21 عاما.
رحلته إلى الشرقية:
هاجر الشيخ إلى المنطقة الشرقية سنة 1308 هـ لما سمعه من أخبار الشيخ صالح بن علي الحارثي من علو صيته، فطلب الشيخ صالح من الإمام نور الدين السالمي أن يستوطن القابل من شرقية عمان فامتثل أمره، ولبث عنده يلتقط من فوائده ويستخرج من فرائده، فكان الشيخ صالح أحد شيوخه الذين أخذ عنهم العلم، فدرس التفسير والحديث وأصول الدين والنحو والمعاني والبيان والمنطق.
وفي سنة 1314 هـ توفي الشيخ صالح بن علي الحارثي، فكان لوفاته الأثر الكبير على الشيخ السالمي، فأصبح الحمل عليه أكبر، والمعاناة في أمور المسلمين أكثر من الماضي، وتمر الأيام وتتعاقب الشهور والأعوام والشيخ السالمي قائم بدور رائد الإصلاح معلما ومنبها حتى عام 1323هـ، فقد ذهب إلى الديار المقدسة لأداء فريضة الحج، وهناك التقى بعلماء الإسلام من مختلف المذاهب، وتناقش معهم فيما يخص المسلمين، وما يحيكه أعداء الإسلام ضد المسلمين وضد رواد الإصلاح خاصة، واطلع على الكثير من علوم الحديث واقتنى كثيرا من كتبها ثم عاد إلى عمان لمواصلة مشواره.

## مشايخه
- الشيخ المحتسب صالح بن علي الحارثي، ولد عام 1250هـ أخذ العلم عن الشيخ سعيد بن خلفان الخليلي، ومن تلامذته الشيخ أبو مالك عامر بن حميد المالكي، والشيخ عيسى بن صالح الحارثي. من مؤلفاته: عين المصالح في أجوبة الشيخ صالح، توفي سنة 1314 هـ.[2]
- الشيخ راشد بن سعيد اللمكي، ولد بمحلة قصرى من أعمال الرستاق عام 1262 هـ، وترعرع هناك إلى أن أصبح قاضيا ًومعلماً، تلقى العلم من الشيخ ماجد بن خميس العبري، ومن تلامذته الشيخ سالم بن سيف اللمكي والشيخ محمد بن شامس الرواحي. من مؤلفاته: مجموعة مسائل في مختلف الدعاوي والأحكام والديانات، ومنظومة في السلوك، وله رسالة اسمها (المسالك في علم المناسك) توفي سنة 1333هـ [4]
- الشيخ ماجد بن خميس العبري، ولد في شهر رجب عام 1252هـ، وقيل عام 1250هـ ببلد الحمراء من داخلية عمان، فرحل إلى الرستاق لأخذ العلم، وكان من كبار علماء عمان، ولكنه لم يتعرض للتأليف، وله أجوبة على المسائل نظمًا ونثرًا لو جمعت لما قلت عن أربعة مجلدات. من شيوخه: الشيخ عبد الله بن محمد الهاشمي، ومن تلامذته: الشيخ إبراهيم بن سعيد العبري، والشيخ سعيد بن صالح العبري، توفي سنة 1346هـ.
- الشيخ عبد الله بن محمد الهاشمي: أحد مشايخ الإمام من الرستاق، معاصر للشيخ العالم راشد بن سيف اللمكي. كان أحد العلماء الجهابذة والقضاة القائمين بالرستاق. أدرك الإمام عزان بن قيس.
- الشيخ محمد بن خميس السيفي: من العلماء الأفذاذ وكان عليه مدار القضاء بنزوى، ولد عام 1241هـ، وقد جمع جوابات الشيخ أبي نبهان والشيخ سعيد بن خلفان الخليلي في مجلدات قبل أن تأتي عليها حوادث الزمن، وتوفي عام 1333هـ وله من العمر 92 عاما.
- الشيخ محمد بن مسعود البوسعيدي: ولد عام 1242هـ، وهو من العلماء الأجلاء وكان يقطن بلدة الفيقين من بلدة منح توفي هذا الشيخ عام 1320هـ.

## تلاميذاه
إمام سالم بن راشد الخروصي ولد ببلدة (مشايق) من قرى الباطنة سنة 1301هـ، هاجر إلى الشرقية لطلب العلم ولازم الإمام السالمي. بويع سنة 1331هـ بالإمامة، وتوفي سنة 1338هـ ببلدة الخضراء من المنطقة الشرقية.
- الإمام محمد بن عبد الله بن سعيد بن خلفان الخليلي ولد بسمائل سنة 1299 هـ، بويع بالإمامة بعد وفاة الإمام سالم بن راشد الخروصي سنة 1338 هـ، توفي سنة 1373 هـ في نزوى ودفن بها
- الأمير عيسى بن صالح بن علي الحارثي.
- الشيخ أبو زيد عبد الله بن محمد بن رزيق الريامي.
- الشيخ ناصر بن راشد الخروصي.
- الشيخ عامر بن خميس المالكي
- الشيخ أبو الخير عبد الله بن غابش النوفلي.
- الشيخ حمد بن عبيد السليمي.
- الشيخ سيف بن حمد الأغبري.
- الشيخ سعيد بن حمد الراشدي.
- الشيخ سالم بن حمد البراشدي.
- الشيخ عامر بن علي الشيذاني.
- الشيخ محمد بن شيخان السالمي.
- الشيخ سليمان بن حامد البراشدي.
- الشيخ قسور بن حمود الراشدي.
- الشيخ أبو الوليد سعود بن حميد بن خليفين.

## مؤلفاته
كان الإمام نور الدين السالمي مباركا له في عمره، فمع قصر أمده في هذه الحياة، ومع كثرة أشغاله من اهتمام بأمر إصلاح الأمة وتدريس العلوم وإفتاء الناس، مع كل ذلك نجد الشيخ قد ألف في مجالات شتى، شملت العقيدة والفقه وأصوله، والحديث، وعلم اللغة العربية، والتأريخ، وغير ذلك.
- قول، أرجوزة في علم الكلام في ثلاثمائة بيت
- بهجة الأنوار، شرح مختصر لأرجوزته «أنوار العقول»(طبع بمطابع النهضة سلطنة عمان1411ه – 1991م)
- مشارق أنوار العقول، شرح مطول واف على أرجوزته «أنوار العقول»، ألفه بعد الشرح المختصر لها. (طبع بتحقيق عبد المنعم العاني، وتعليق الشيخ الخليلي، دار الحكمة دمشق سوريا 1416هـ، 1995م)
- غاية المراد في الاعتقاد، قصيدة لامية في العقيدة.
- رسالة في التوحيد، وهي في بيان العقيدة باختصار.
- الشرف التام في شرح دعائم الإسلام.
- اللمعة المرضية في أشعة الإباضية، رد فيه على من قال إن الإباضية لم يكون لهم وجود إلا بعد المذاهب الأربعة، وأنه لا يوجد لهم مؤلفات قديمة.
- كشف الحقيقة في الرد على من جهل الطريقة، أرجوزة في حقيقة المذهب.
- روض البيان على فيض المنان، شرح لقصيدة تلميذة سعيد بن حمد الراشدي في الرد على من ادعى قدم القرآن.

ب)أصول الفقه:
- شمس الأصول، منظومة في أصول الفقه تتألف من ألف بيت.
- طلعة الشمس، شرح منظومة «شمس الأصول».(طبع من قبل وزارة التراث القومي والثقافة سلطنة عمان سنة 1405هـ - 1985م
- الحجة الواضحة، في الرد على التلفيقات الفاضحة، رد فيه على من ادعى الاجتهاد وهو ليس له أهل.

ج) الحديث الشريف:
- شرح الجامع الصحيح، وهو شرح لمسند الإمام الربيع بن حبيب في ثلاثة أجزاء. أكثر الاستمداد من الشروح الحديثية ولا سيما «فتح الباري شرح صحيح البخاري» لابن حجر العسقلاني.[7] (طبع من قبل مكتبة الاستقامة سلطنة عمان)

د)الفقه:
- جوابات وفتاوى (مطبوعة بتنسيق ومراجعة د.عبد الستار أبوغدة، وإشراف عبد الله السالمي)
- مدارج الكمال، أرجوزة نظم فيها «مختصر الخصال» لأبي إسحاق الحضرمي وهي في ألفي بيت. (طبع بوزارة التراث القومي والثقافة سلطنة عمان)
- معارج الآمال، شرح مدارج الكمال، في 18 مجلد بلغ فيه باب الاعتكاف ولم يتمه وهو شرح مفعم بالأدلة والتحقيقات. (طبع من قبل وزارة التراث القومي والثقافة سلطنة عمان)
- جوهر النظام، أرجوزة تزيد عن (14000) بيت. (مطبوع بتعليق أبو اسحاق اطفيش، وإبراهيم العبري)
- تلقين الصبيان، رسالة مختصرة فيما يجب على الإنسان.
- الحجج المقنعة في أحكام صلاة الجمعة، طبع على هامش طلعة الشمس.
- سواطع البرهان، رسالة قصيرة على بعض تطورات العصر في اللباس ونحوه، جوابا على سؤال من زنجبار.
- إيضاح البيان في أحكام نكاح الصبيان.(طبع بمطابع الباطنة ومكتبتها للطباعة والتكنلوجيا الحديثة، الناشرمكتبة نور الدين السالمي سلطنة عمان
- بذل المجهود في مخالفة النصارى واليهود.
- طريق السداد شرح لامية الجهاد المسماة بعلم الرشاد لشيخ سعيد بن حمد الراشدي، (وهذا الذي في صدد تحقيقه).

هـ)النحو:
- بلوغ الأمل، منظومة في المفردات والجمل، وهي في ثلاثمائة بيت، وهي أول مؤلفاته.
- شرح بلوغ الأمل في المفردات والجمل (المنظومة السابق ذكرها). (طبع بمطابع عمان ومكتبتها سلطنة عمان)
- المواهب السنية على الدرة البهية، شرح "العمروطية

ر) نظم الآجرومية والعروض:
- المنهل الصافي في العروض والقوافي، أرجوزة في ثلاثمائة بيت.
- شرح المنهل الصافي في العروض والقوافي (مطبوع)

ز) التأريخ :
- تحفة الأعيان بسيرة أهل عمان. (مطبوع بمكتبة الاستقامة)
- الحق الجلي في سيرة الشيخ صالح بن علي (شيخه).(طبع في مقدمة كتاب عين المصالح من أجوبة الشيخ صالح بن علي الحارثي) (1)

## وفاته
كانت وفاته بعد العتمة من ليلة الخامس من شهر ربيع الأول سنة (1332هـ) ألف وثلاث مائة وإثنين وثلاثين للهجرة، وقد صلى عليه تلميذه أبو زيد عبد الله بن محمد بن رزيق الريامي، ودفن ببلدة (تنوف) وقبره معروف حتى الآن. 

## وصلات خارجية
- http://istiqama.net/index.htm